# Mark Robson
Mark Robson, född 4 december 1913 i Montreal, Quebec, död 20 juni 1978 i London, var en kanadensisk filmregissör, filmproducent och filmklippare. Robson inledde sin 45 år långa karriär i Hollywood som filmklippare. Han verkade sedan som regissör och producent. Robson regisserade totalt 33 filmer, däribland Broarna vid Toko-Ri (1955), Lek i mörker (1957), för vilken han erhöll sin första Oscarsnominering, Von Ryans express (1965) och Dockornas dal (1967).
Robson avled i en hjärtinfarkt efter att ha spelat in sin sista film, Lavinexpressen, 1978. Filmen fick premiär ett år efter hans död.
Mark Robson har för sina insatser vid filmen förärats en stjärna på Hollywood Walk of Fame.

## Filmografi i urval

### Regi
- 1943 – Det sjunde offret
- 1943 – Spökskeppet
- 1945 – Isle of the Dead
- 1949 – Champion
- 1949 – I hemligt uppdrag
- 1949 – Mitt dåraktiga hjärta
- 1950 – Dådet
- 1951 – Ny gryning
- 1951 – Jag vill ha dig!
- 1953 – Åter till paradiset
- 1954 – Man överbord
- 1954 – Phffft!
- 1955 – Broarna vid Toko-Ri
- 1955 – Guld från Berlin
- 1955 – Mord?
- 1956 – Storstadsdjungel
- 1957 – Tre på en ö
- 1957 – Lek i mörker
- 1958 – Värdshuset Sjätte Lyckan
- 1960 – Lycksökaren (även producent)
- 1963 – Nio timmar till Rama (även producent)
- 1963 – Jagad av agenter
- 1965 – Von Ryans express
- 1967 – Dockornas dal (även producent)
- 1969 – Mannen med katt-boxen (även producent)
- 1974 – Jordbävningen (även producent)
- 1979 – Lavinexpressen (även producent)

### Klippning
- 1942 – Falkens sista bragd
- 1942 – Rovdjurskvinnan
- 1942 – De magnifika Ambersons
- 1943 – Farlig medpassagerare
- 1943 – Svart mystik
- 1943 – Leopardmannen